# Alessandra Scala
Alessandra Scala (Colle di Val d'Elsa, XVe siècle – morte au XVIe siècle) est une femme de lettres italienne de la Renaissance.

## Biographie
Alessandra Scala était la fille de Barthélemy Scala, docteur dans les deux droits, diplomate au service de la République florentine.
Brillante latiniste et helléniste, elle fut la disciple de Constantin Lascaris et de Démétrius Chalcondyle.
Elle correspondait en grec avec Ange Politien et savait réciter par cœur l'Électre de Sophocle.
En 1497 elle épousa l'illustre poète-soldat Marulle.
Après la mort de son mari, noyé dans la Cecina alors qu'il traversait cette rivière à cheval le 11 avril 1500, elle s'occupa d'éditer ses œuvres.